# 特赫米娜·詹朱亞
特赫米娜·詹朱亞，巴基斯坦外交官及現任巴基斯坦外交部秘书长（Foreign Secretary）。1984年，她加入巴基斯坦外交部。詹朱亞曾被派駐多個巴國駐外機構——巴基斯坦常駐聯合國和其他國際組織代表，日內瓦（2015年10月至2017年3月）；巴基斯坦駐意大利大使（兼任阿爾巴尼亞，聖馬力諾，斯洛維尼亞，糧農組織，農發基金和糧食計劃署）（2011－2015年）；巴基斯坦駐聯合國和其他國際組織副常駐代表，日內瓦（2005－2009年）；巴基斯坦駐聯合國和其他國際組織參贊，日內瓦（1996－2000年）；巴基斯坦常駐紐約聯合國代表團二等秘書/一等秘書（1990－1995年）。在伊斯蘭堡，她擔任：戰略規劃總監（外交部長辦公室）（2009年－2011年）；外交秘書處處長（2004－2005年）；主任外交部長（2000年）；外交秘書處處長（1995－1996年）；國家安全顧問辦公室代理主任（1989年）；蘇聯和東歐外交部幹事（1986－1987年）。
2017年3月，她成為巴基斯坦首位女性外交部秘书长。